# Taxe sur les hydrofluorocarbures
Lire en ligne

Lire sur Légifrance

La taxe sur les hydrofluorocarbures (HFC) est une taxe française instituée par la loi de finances pour 2019 afin de financer la transition écologique. Les HFC comptent pour un peu plus de 5 % des émissions de gaz à effet de serre de la France.

## Historique
Les hydrofluorocarbures sont des fluides frigorigènes principalement utilisés pour le froid domestique et commercial, la climatisation et les produits d'isolation, ainsi que pour produire de la chaleur par des pompes à chaleur et des chauffe-eau thermodynamiques. Les gaz HFC seraient à l'origine d'un peu plus de 5 % des émissions de gaz à effet de serre de la France,.

### Comité pour la fiscalité écologique
En 2013, le groupe de travail Comité pour la fiscalité écologique - devenu depuis Comité pour l'économie verte - mandaté par le gouvernement et présidé par l’économiste Christian de Perthuis recommande la taxation des fluides frigorigènes afin d'accélérer la transition vers des fluides au potentiel de réchauffement global moindre,,. La filière professionnelle juge la taxe contre-productive. Uniclima, le représentant des fabricants des pompes à chaleur et des systèmes de climatisation, indique que la profession travaille à la révision de la directive européenne F-Gaz. Le syndicat des entreprises installatrices du froid et de la climatisation (Sneffca) souligne « l’absence de contrôle de la part de pouvoirs publics qui favorisent les fraudes ». Et l’Alliance Froid Climatisation Environnement (AFCE), qui regroupe les industriels et utilisateurs de froid et de la climatisation, estime que la taxe « n’est pas complémentaire aux actions envisagées dans le cadre de la F-Gaz. Elle n’aura donc aucune efficacité supplémentaire ». Les industriels brandissent également le risque de délocalisation des usines françaises de Airwell, Carrier et Trane.
En 2015, le ministère de l'écologie annonce abandonner l'idée d'instaurer une taxe HFC lors du Salon interprofessionnel du froid et de ses applications (SIFA). Envisagée un temps, la taxation n’a plus lieu d’être, notamment en raison de la politique des quotas adoptée par l’Union européenne dans le cadre de la révision de la directive européenne F-Gaz.

### Plan climat
Deux ans plus tard, le nouveau ministre de l'écologie, Nicolas Hulot, se déclare en faveur du projet de taxe HFC. Pourtant le projet de loi de finances pour 2018 déposé par le gouvernement ne prévoit pas de nouvelle taxe. Mais le 7 octobre, des députés LREM déposent un amendement pour introduire une taxe progressive sur ces produits. Le syndicat patronal « La Chaîne logistique du froid », regroupant les adhérents de l’Union nationale du transport frigorifique, de l’Union syndicale nationale des exploitations frigorifiques et de Transfrigoroute France écrit aux députés « pour leur préciser le contexte, réglementaire et économique, ainsi que l'engagement depuis de nombreuses années de tous les professionnels utilisateurs de froid, et notamment de froid industriel, pour se désengager de l’utilisation de substances nocives à l'environnement ». La Commission des Finances à l’Assemblée nationale adopte l'amendement créant une taxe générale sur les activités polluantes (TGAP) pour les fluides hydrofluorocarbures (HFC),. Mais le ministre du budget, Gérard Darmanin, indique que ce système de bonus-malus couterait 400 millions d'euros. Cette taxe « pénaliserait très fortement un secteur de l’industrie nationale tourné vers l’exportation, en l’occurrence celui du gaz à usage médical. »

### Loi de finances pour 2019
Un an plus tard, l'instauration d'une taxe est à nouveau envisagée. Le 3 octobre 2018, les députés de la commission du développement durable valident la taxe. Le 10 octobre, les députés de la commission des finances rejettent le texte. En séance publique, les députés adoptent, le 16 novembre, la création d'une taxe.
En application du principe pollueur-payeur, l'article 197 loi de finances 2019 crée à compter du 1er janvier 2021 une taxe pigouvienne sur les hydrofluorocarbures d'un montant initial de 15 €/t CO2éq. qui devrait atteindre 30 €/t CO2éq. en 2025. Des exonérations sont prévues pour les exportations et certains usages industriels, militaires, sanitaires ou de transport. Notamment l'amendement du sénateur Albéric de Montgolfier au nom de la Commission des Finances exonère de la nouvelle taxe sur les hydrofluorocarbures les pompes à chaleur et les chauffe-eau thermodynamiques destinés à la production de chaleur et d'eau chaude sanitaire. La taxe est codifiée à l'article 302 bis F du code général des impôts.
Bien qu'adoptée, la filière poursuit sa mobilisation contre la taxe. En juin 2020, le délégué général d'Uniclima déclare qu'« il serait regrettable de plomber le prix avec une taxe inutile ».

### Loi de finances pour 2021
L'article 16 du projet de loi de finances pour 2021 prévoit l'abrogation de l'article 197 de la loi n° 2018-1317 du 28 décembre 2018 de finances pour 2019,. La taxe est finalement conservée mais son entrée en vigueur est repoussée de deux ans.

## Caractéristiques

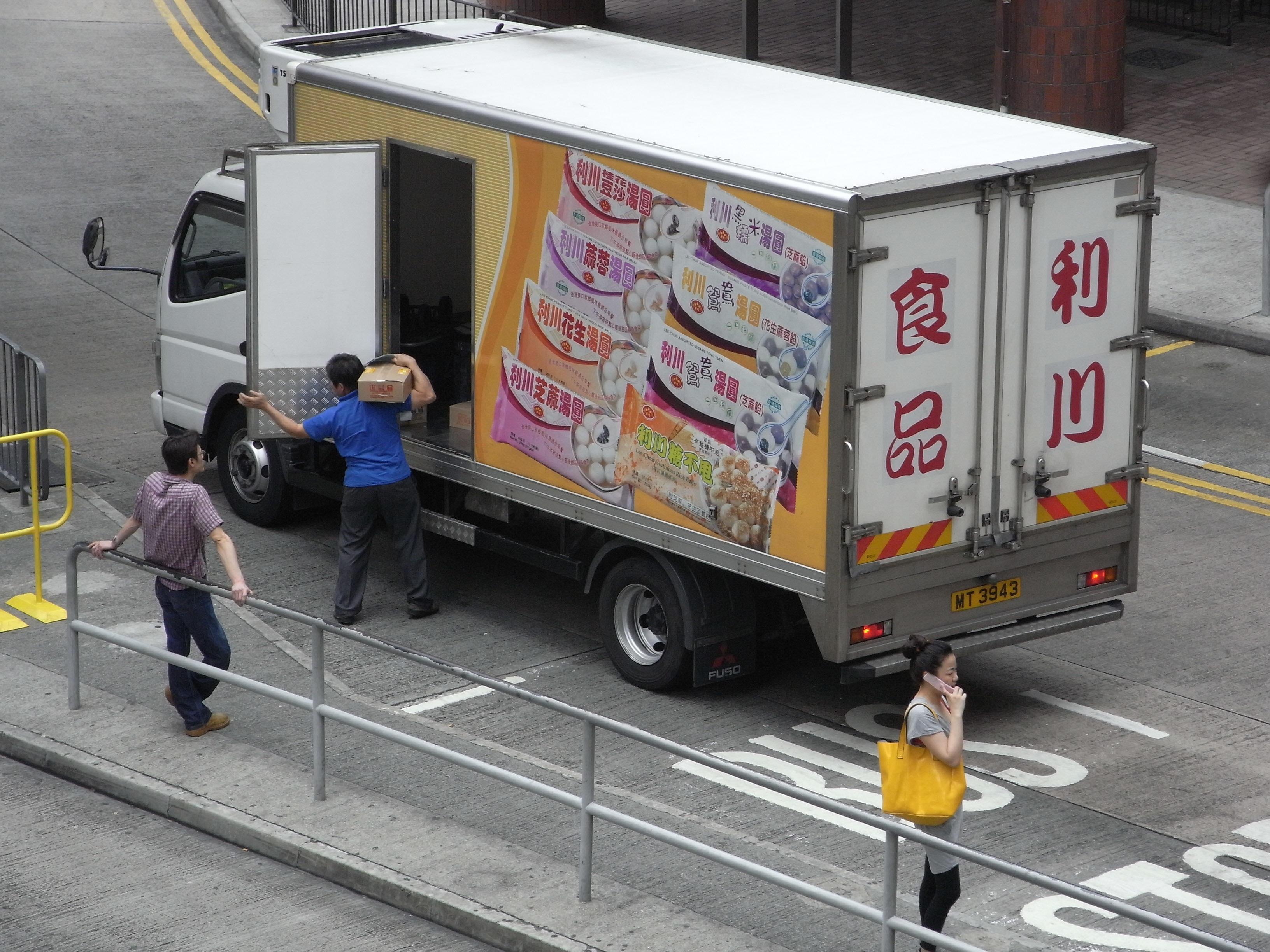
Camions frigorifiques.

### Redevables
La taxe est due par les personnes qui réalisent la première livraison des substances selon un tarif fixé par tonne équivalent CO².

### Bénéficiaire
Le produit de la taxe est affecté au budget général de l'État. Le rendement attendu est d'environ 390 millions d'euros en 2022.